# Ligusticum apiifolium
Ligusticum apiifolium är en flockblommig växtart som först beskrevs av Thomas Nuttall, John Torrey och Asa Gray, och fick sitt nu gällande namn av Asa Gray. Ligusticum apiifolium ingår i släktet strandlokor, och familjen flockblommiga växter. Inga underarter finns listade i Catalogue of Life.